# Aranysárga sodrómoly
Az aranysárga sodrómoly (Clepsis pallidana) a valódi lepkék (Glossata) alrendjébe tartozó sodrólepkefélék (Tortricidae) családjának egyik, hazánkban is honos faja.

## Elterjedése, élőhelye
Megtalálható Nagy-Britanniát kivéve egész Európában, továbbá Kis-Ázsiában és onnan keletre Kínáig, Koreáig és Japánig. Magyarországon mindenfelé él; helyenként és időnként pedig kimondottan gyakorivá válik.

## Megjelenése
Szalmasárga szárnyain vörösbarna minták rajzolódnak ki. A szárny fesztávolsága 14–22 mm.

## Életmódja
Hazánkban a környezeti körülményektől függően általában évente két nemzedéke fejlődik ki, és az őszi nemzedék L2–L3 fejlettségű hernyói telelnek át a növény szárán, sűrű szövedékben. A hernyók május elejére fejlődnek ki, a lepkék május–júniusban rajzanak. Petéiket a tápnövény leveleire rakják, és a kis hernyók hamarosan kikelnek.
Gyepszinti polifág faj; tápnövényei lágyszárúak. Hazánkban esetenként a szamócában, ritkábban a spárgában és a lucernában tehet kárt. A szamócára települt hernyók a szívleveleket fonják össze, és azok belsejében rágnak. Spárgán a hajtáscsúcsot sűrű fehér szövedékkel összeszövik, és az így kialakított csokor belsejét eszik.
Elvileg más lágyszárúak kártevője is lehet.